# Fan Jiang
Fan Jiang (?-222) Général chinois du royaume de Shu sous la commande de Zhang Fei lors de la période des Trois Royaumes en Chine antique. 
En l’an 221, après la mort de Guan Yu, Zhang Fei imposa à ses hommes un délai de trois jours pour confectionner des bannières et armures blanches en guise de deuil, pour ensuite partir en guerre contre les Wu. Fan Jiang, accompagné de Zhang Da, fit part à Zhang Fei de son désaccord face à ce délai qu’ils jugèrent insuffisant. Par conséquent, Zhang Fei fit battre violemment les deux hommes et les menaça de mort. Le soir même ils se rendirent dans la tente de Zhang Fei et l’assassina pendant son sommeil. Ils s’enfuirent ensuite chez les Wu avec la tête de Zhang Fei où ils furent accueillis par Sun Quan. 
Quelque temps après, Sun Quan décida de livrer les deux assassins à Liu Bei afin d’apaiser sa soif de vengeance. Fan Jiang fut donc décapité par Zhang Bao et offert en sacrifice au défunt Zhang Fei. 